# 森山慶三郎

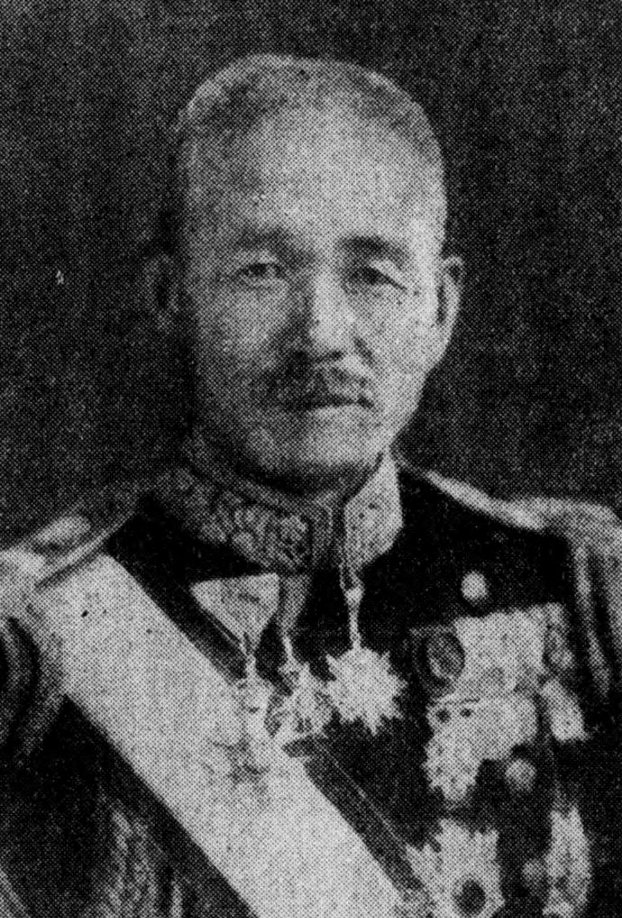
森山慶三郎

森山 慶三郎（もりやま けいざぶろう、1870年7月18日〈明治3年6月20日〉 - 1944年〈昭和19年〉5月24日）は、日本の海軍軍人。最終階級は海軍中将。

## 経歴
佐賀藩士・森山武光の二男として生れる。攻玉社を経て、1890年7月、海軍兵学校（17期）を卒業。卒業席次は4番。
1892年5月、海軍少尉任官。日清戦争では「高千穂」乗組として出征した。軍令部第2局員、フランス留学、同駐在、「常磐」砲術長、常備艦隊参謀などを歴任。
日露戦争では第2艦隊参謀として出征した。軍令部参謀（第3班長）、フランス大使館付、「春日」艦長、海軍省副官、「出雲」艦長などを歴任。第一次世界大戦では遣米枝隊司令官として出征し、アメリカ西海岸海域で活動し、1914年12月、海軍少将に進級した。軍令部出仕、第2戦隊司令官、軍令部参謀（第4班長）、同第3班長、第1戦隊司令官などを経て、1918年12月、海軍中将となった。以後、大湊要港部司令官、呉工廠長、将官会議議員を経て、1923年4月、予備役に編入された。
のち、日墨協会会長、大日本国粋会会長となった。

## 栄典
位階
- 1892年（明治25年）7月5日 - 正八位[1]
- 1896年（明治29年）7月20日 - 従七位[2]
- 1898年（明治31年）3月8日 - 正七位[3]
- 1905年（明治38年）2月14日 - 正六位[4]
- 1908年（明治41年）12月11日 - 従五位[5]
- 1914年（大正3年）1月30日 - 正五位[6]
- 1918年（大正7年）12月28日 - 従四位[7]
- 1923年（大正12年）4月30日 - 正四位[8]

勲章等
- 1906年（明治39年）4月1日 - 功三級金鵄勲章・勲三等旭日中綬章・明治三十七八年従軍記章[9]
- 1920年（大正9年）11月1日 - 勲一等旭日大綬章[10]
- 1921年（大正10年）7月1日 - 第一回国勢調査記念章[11]

外国勲章等佩用允許
- 1902年（明治35年）6月30日 - フランス共和国：カンボジュ勲章シュヴァリエ[12]

## 著作等
- ラジオ講演「黄海々戦海軍記念日」(1925年9月、東京放送局より放送)、社団法人東京放送局編『ラヂオ講演集 第七輯』日本ラジオ協会、1926年8月、113～123頁。